# محمد الخوری
محمد الخوری (انگلیسی: Mohammed Al-Khori؛ زادهٔ ۱ ژانویهٔ ۱۹۹۳) بازیکن فوتبال اهل امارات متحده عربی است.